# Raïon de Liambir
Le raïon de Liambir (en russe : Ля́мбирский райо́н, en erzya : Лямбирьбуе, Lämbiŕbuje, en moksha : Лямбирень аймак, Lämbireń ajmak, tatar : Ләмберә районы) est un raïon de la république de Mordovie, en Russie.

## Géographie
D'une superficie de 852 km2, le raïon de Liambir est situé au centre de la république de Mordovie.
Son centre administratif est Liambir.
Elle borde au nord l'oblast de Nijni Novgorod.

## Économie
La base de l'économie du raïon est l'agriculture et les entreprises agroalimentaires.

## Culture
Le raïon abrite 17 maisons rurales de la culture, 21 bibliothèques avec un fonds de livres de 195 962 exemplaires, 4 écoles d'art pour enfants, ainsi que la Maison régionale de la culture, le Centre de la culture nationale tatare.
Une fois par semaine pendant 28 minutes, l'émission de radio "Tougan Tel" est diffusée en langue tatare.

## Démographie
La population du raïon de Kovylkino a évolué comme suit:
| 1970   | 1979   | 1989   | 2002   | 2009   |
| ------ | ------ | ------ | ------ | ------ |
| 28 565 | 30 741 | 34 343 | 33 872 | 32 953 |

| 2011   | 2015   | 2020   | - | - |
| ------ | ------ | ------ | - | - |
| 34 132 | 34 498 | 33 732 | - | - |

## Galerie

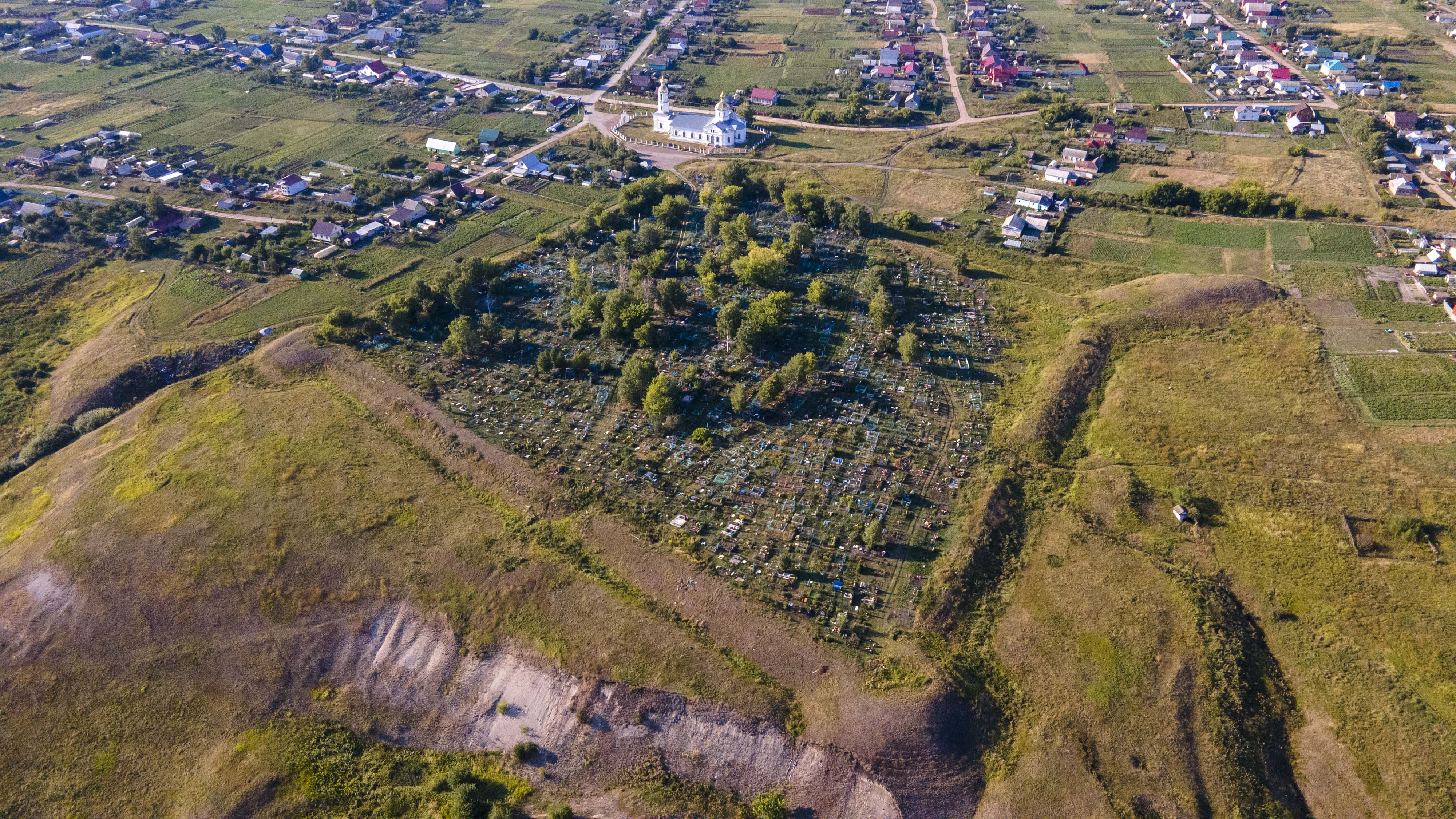
Vestiges de la forteresse de la ligne de Simbirsk.
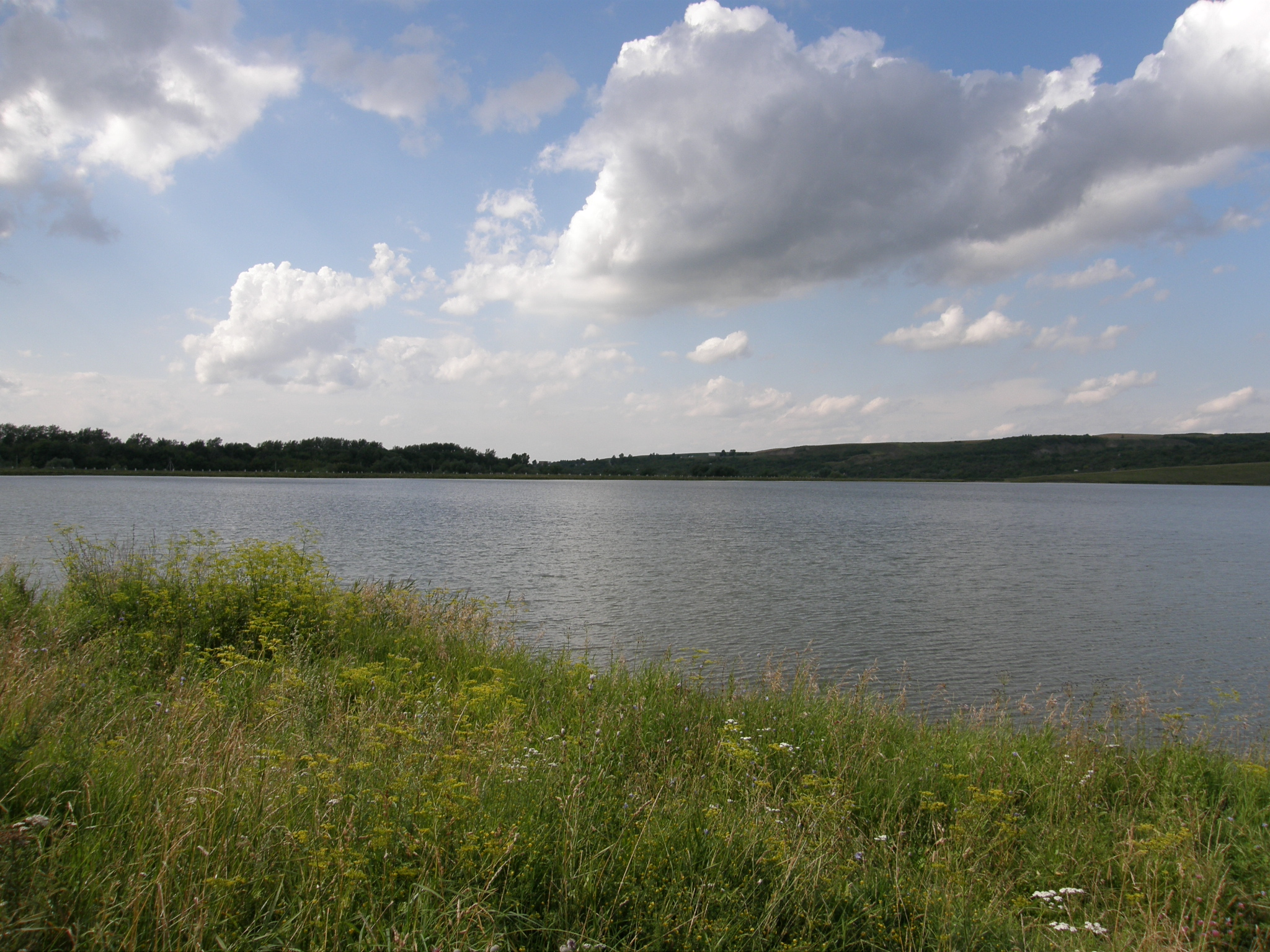
Lac à Bolchaïa Elkhovka.
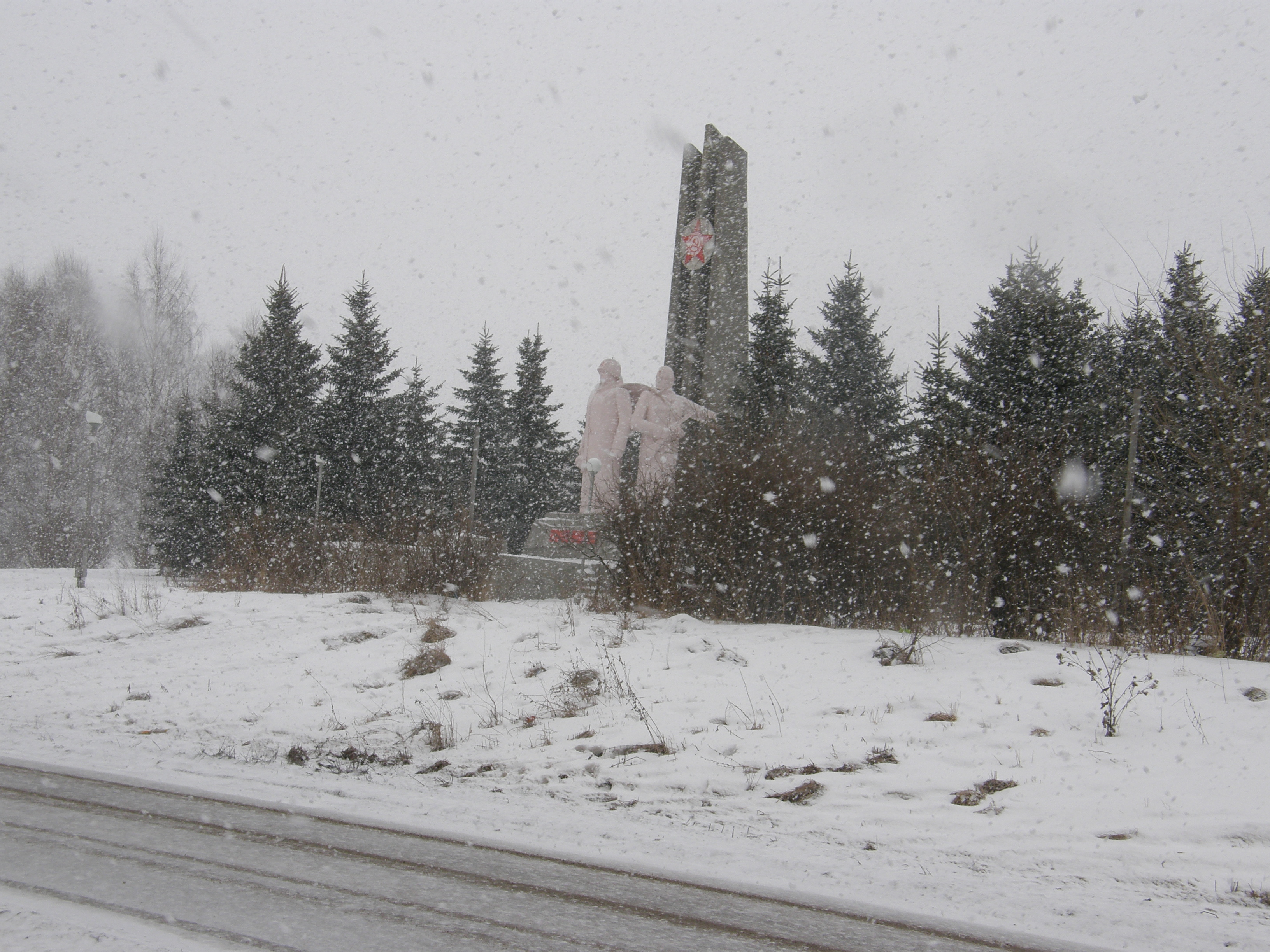
Monument à Bolchaïa Elkhovka.